# Blow Dry
Blow Dry és una comèdia cinematogràfica britànica de 2001 dirigida per Paddy Breathnach, escrita per Simon Beaufoy i protagonitzada per Alan Rickman, Natasha Richardson, Rachel Griffiths i Josh Hartnett. L'argument se centre en la presa d'un petit poble anglès per part del Campionat de perruquers britànics, que celebra la seva competició anual allí.
La pel·lícula es va estrenar als cinemes estatunidencs el 9 de març de 2001. Al Regne Unit, l'estrena va ser el 30 de març d'aquell any a Keighley i Dewsbury (West Yorkshire), on es desenvolupa l'acció.

## Repartiment
- Alan Rickman com Phil Allen
- Natasha Richardson com Shelley Allen
- Rachel Griffiths com Sandra
- Rachael Leigh Cook com Christina Robertson
- Josh Hartnett com Brian Allen
- Bill Nighy com Ray (Raymond) Robertson
- Warren Clarke com Tony
- Hugh Bonneville com Louis
- Rosemary Harris com Daisy
- Heidi Klum com Jasmine
- Peter McDonald com Vincent
- Michael McElhatton com Robert
- David Bradley com Noah